# رواية عاطفية

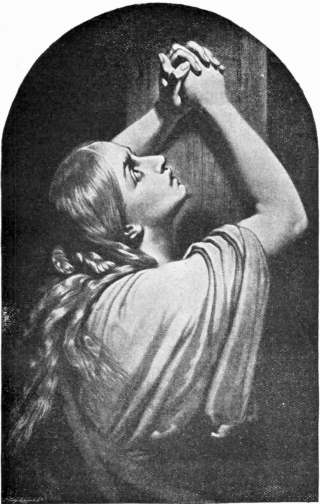

الرواية العاطفية أو رواية الإحساس (بالإنجليزية: Sentimental novel)‏ هي نوع أدبي من القرن الثامن عشر يحتفل بالمفاهيم العاطفية والفكرية للمشاعر والعاطفة والإحساس. كانت العاطفة، التي يجب تمييزها عن الإحساس، موضة في كل من الشعر والنثر الروائي ابتداءً من القرن الثامن عشر كرد فعل لعقلانية عصر أوغسطان. 
اعتمدت الروايات العاطفية على الاستجابة العاطفية سواء من قرائها أو شخصياتها. تتميز بمشاهد من الحزن والحنان، ويتم ترتيب الحبكة لتعزيز المشاعر والأفعال. والنتيجة هي تثمين «الشعور الجيد»، وعرض الشخصيات كنموذج للتأثير العاطفي الدقيق والحساس. كان يُعتقد أن القدرة على إظهار المشاعر تظهر الشخصية والخبرة، وتشكل الحياة والعلاقات الاجتماعية.